# Чернолесье (Хабаровский край)
Черноле́сье — село в Хабаровском районе Хабаровского края. Входит в состав Малышевского сельского поселения.

## География
Дорога к сёлам Чернолесье, Малышево и Сикачи-Алян идёт от 63-го километра автотрассы Хабаровск — Комсомольск-на-Амуре. От села Чернолесье до трассы около 5 км.
Село Чернолесье стоит на берегу малой реки Чернолесье (правый приток Амура, впадает примерно в 1 км выше села Вятское). На реке возле села была построена плотина, бетонные водопропускные сооружения. Водохранилище использовалось для водоснабжения воинских частей. В настоящее время водопропускные сооружения находятся в заброшенном состоянии.

## История
В 1969 г. указом президиума ВС РСФСР селение Вятской бригады Благодатного откормочного совхоза переименовано в село Чернолесье.

## Население
| 2002 | 2010 | 2011 | 2012 | 2021 |
| ---- | ---- | ---- | ---- | ---- |
| 18   | ↘6   | →6   | ↗7   | ↗11  |

## Галерея

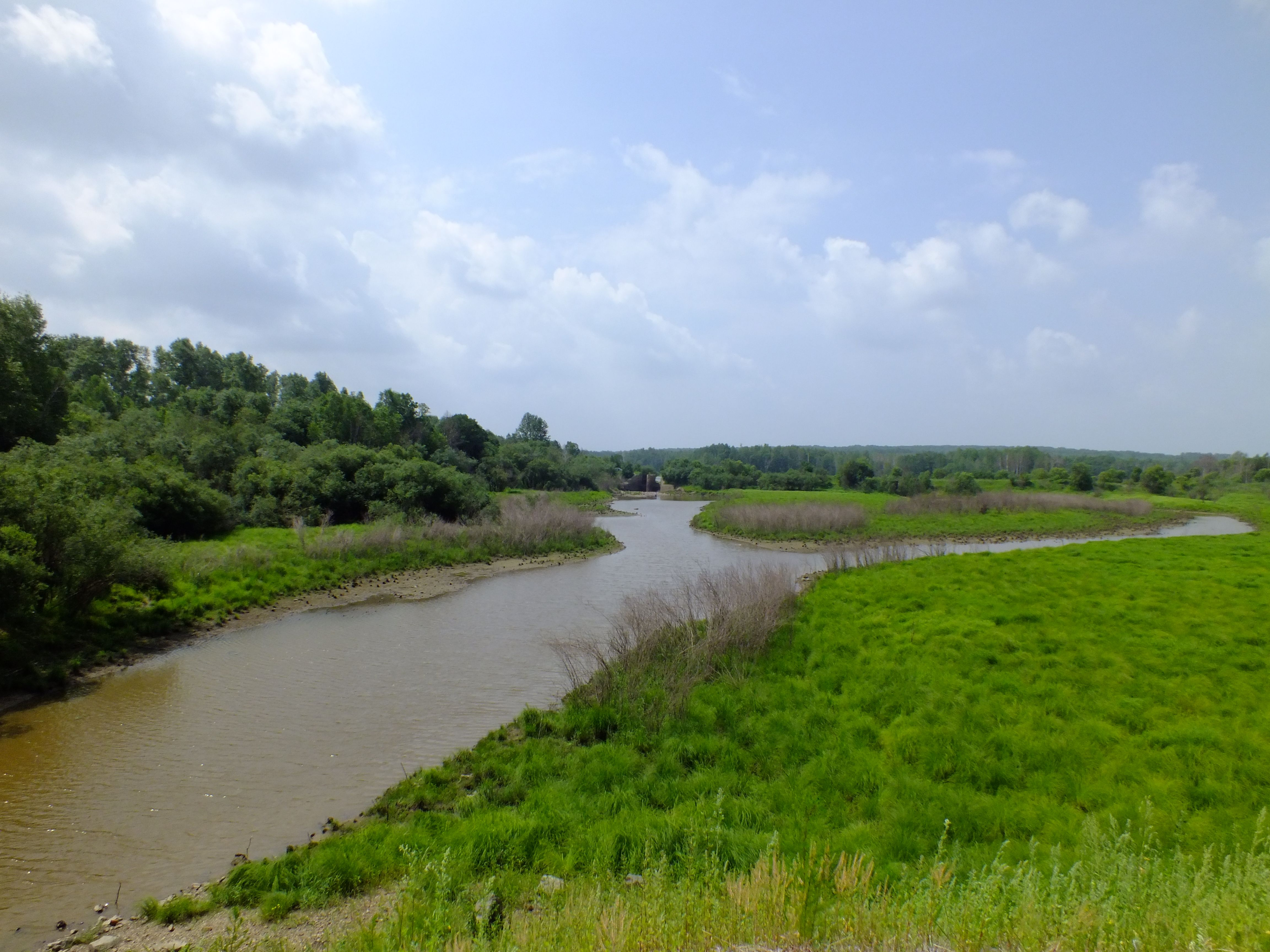
Вид на плотину с автодороги
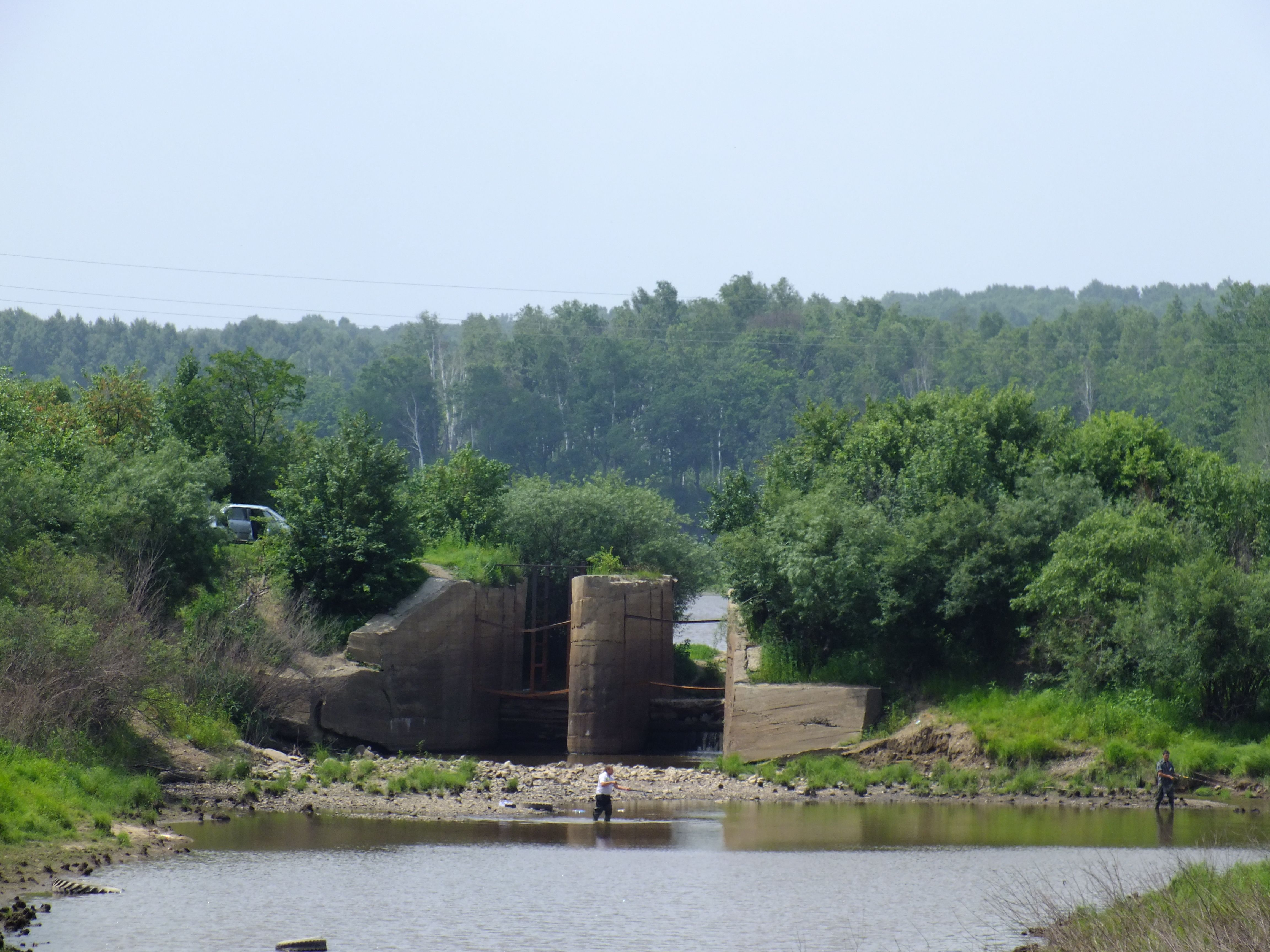
Остатки бетонного водослива
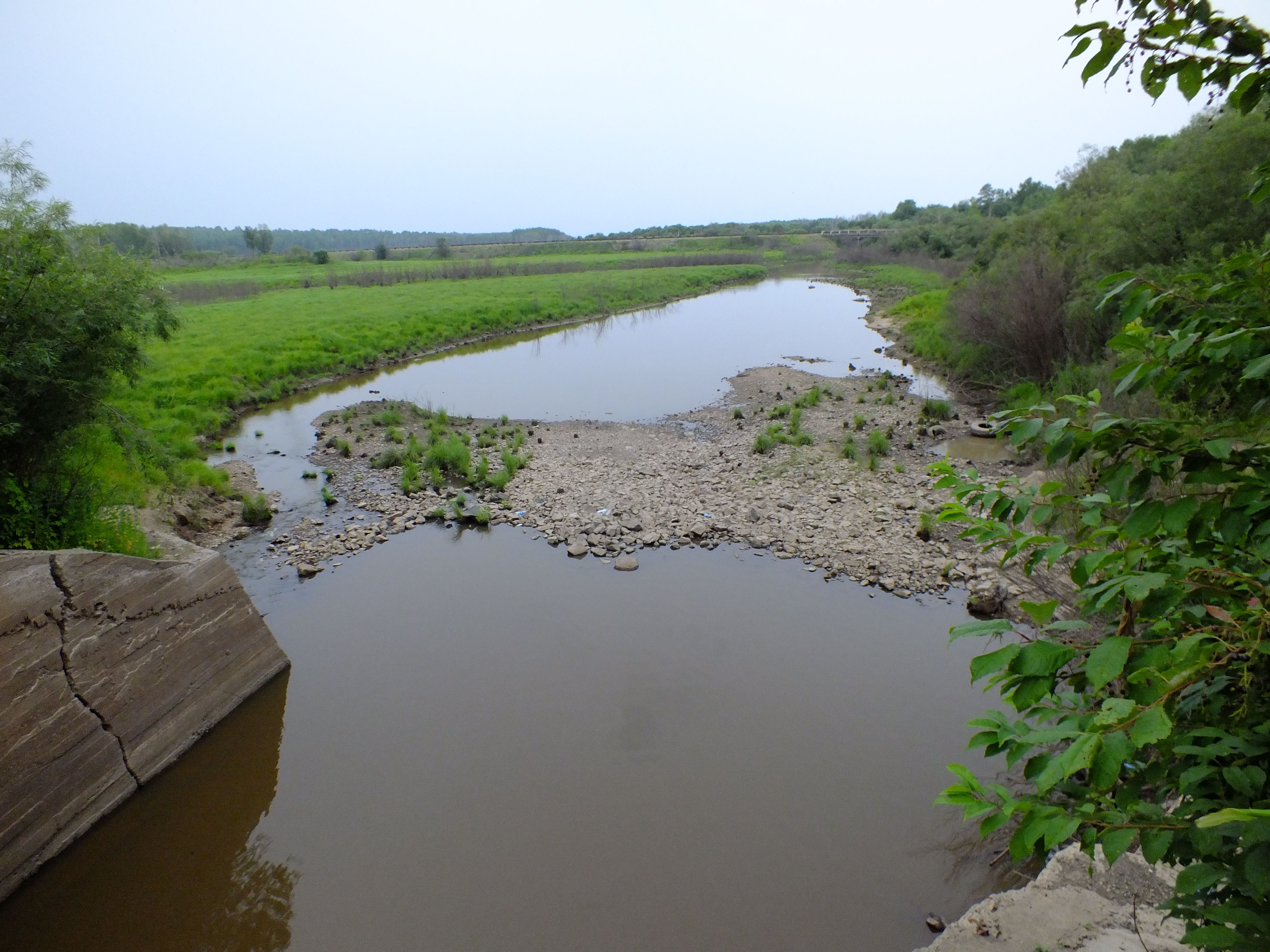
Вид с плотины на автодорогу
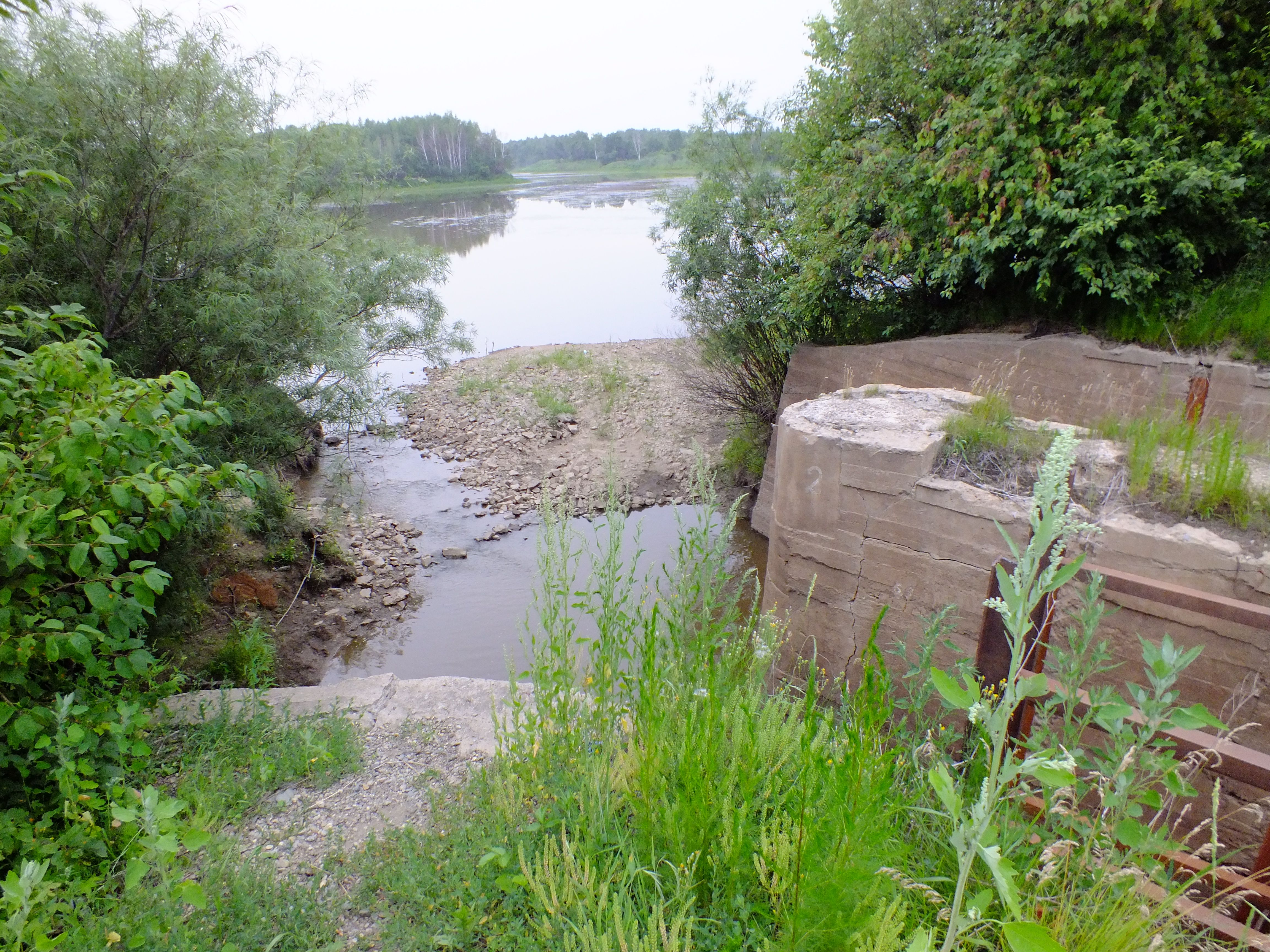
Вид с плотины на водохранилище
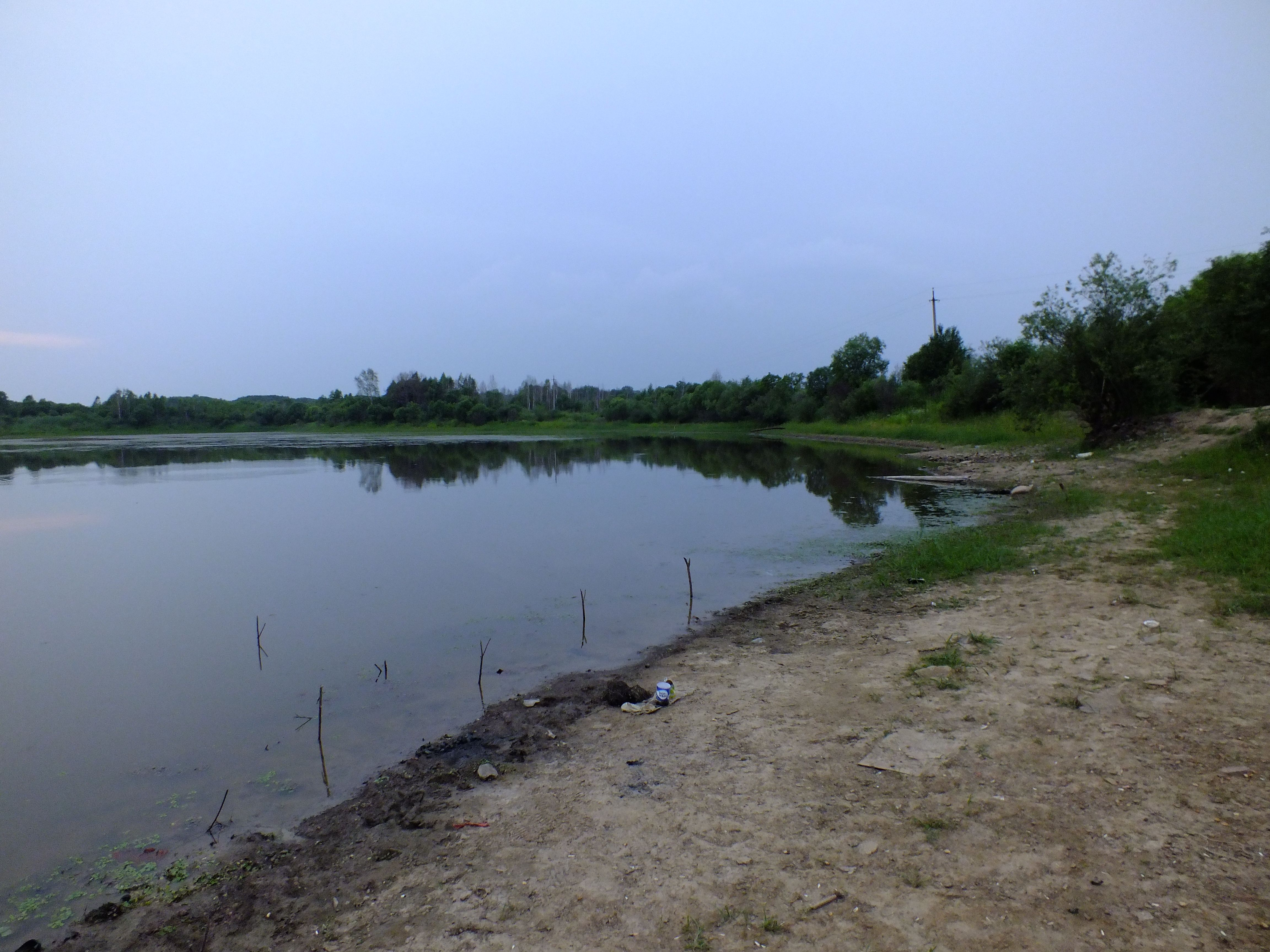
Остатки водохранилища, справа бетонный водослив
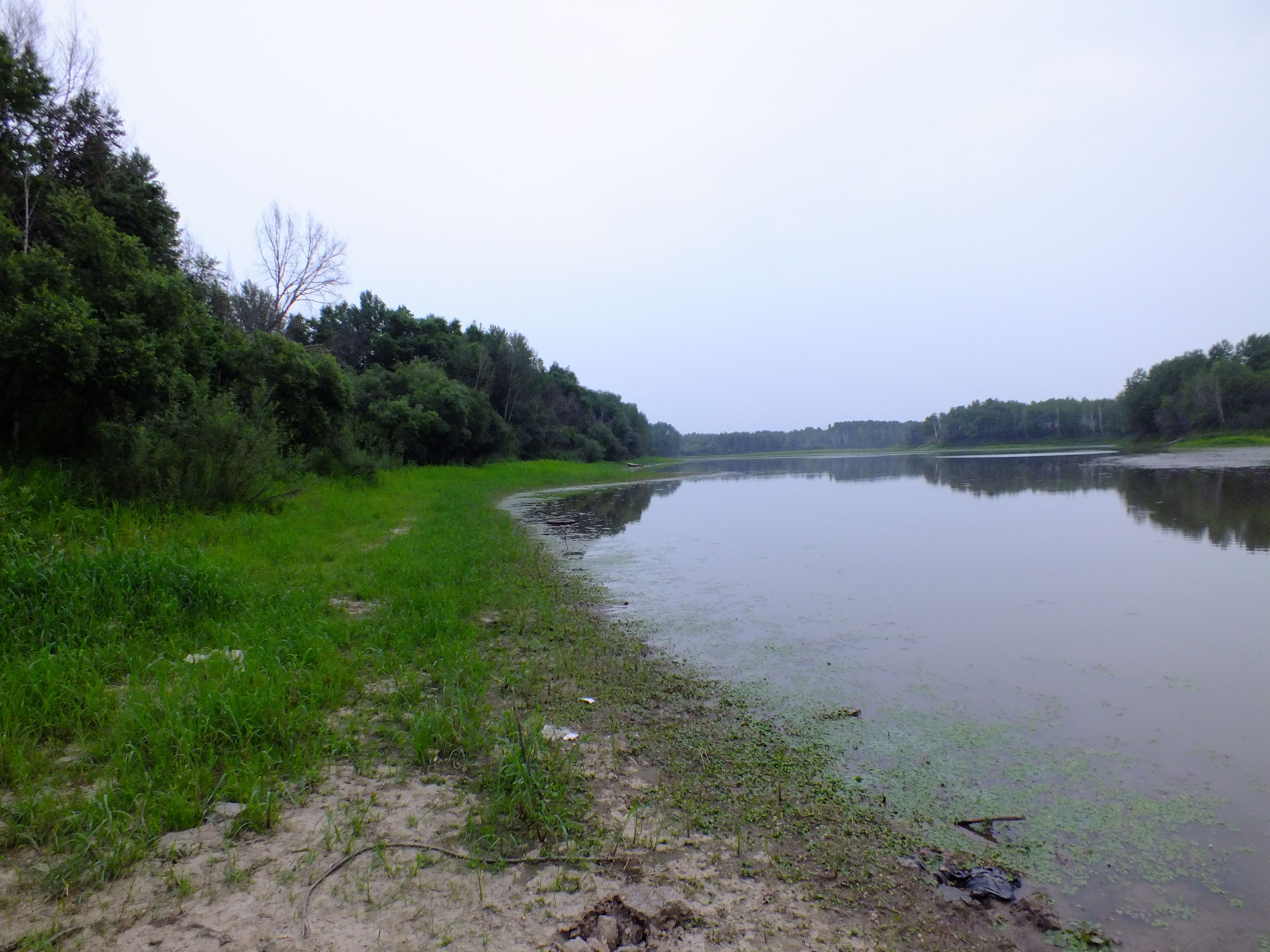
Остатки водохранилища, село слева, в гуще леса